# Narni
De Italiaanse stad Narni ligt in de Midden-Italiaanse regio Umbrië in de provincie Terni, precies op het geografische middelpunt van Italië. De plaats ligt op een rots hoog boven de rivier de Nera. Narni is gesticht door de Umbriërs onder de naam Nequinum; de Romeinen veroverden de stad in 299 voor Christus en herdoopten haar Narnia. De belangrijke Via Flaminia die Rome met het noorden verbond liep vlak langs de stad. De Romeinse keizer Nerva zou in Narnia geboren zijn.
Tegenwoordig is Narni een rustig provinciestadje. Het middeleeuwse centrum is rijk aan bezienswaardigheden zoals de 12de-eeuwse kathedraal, het enorme kasteel La Rocca uit de 14de eeuw en de Romeinse souterains onder de kerk Santa Maria in Pensole. Buiten de stad ligt op de Monte Santa Croce de ommuurde, 10de-eeuwse abdij San Cassiano. Het geografische middelpunt van Italië ligt precies op de Romeinse brug Ponte Cardona.

## Geboren
- Nerva (30-98), keizer van Rome
- Gattamelata (circa 1370 - 1443), condottiero

## Zichten

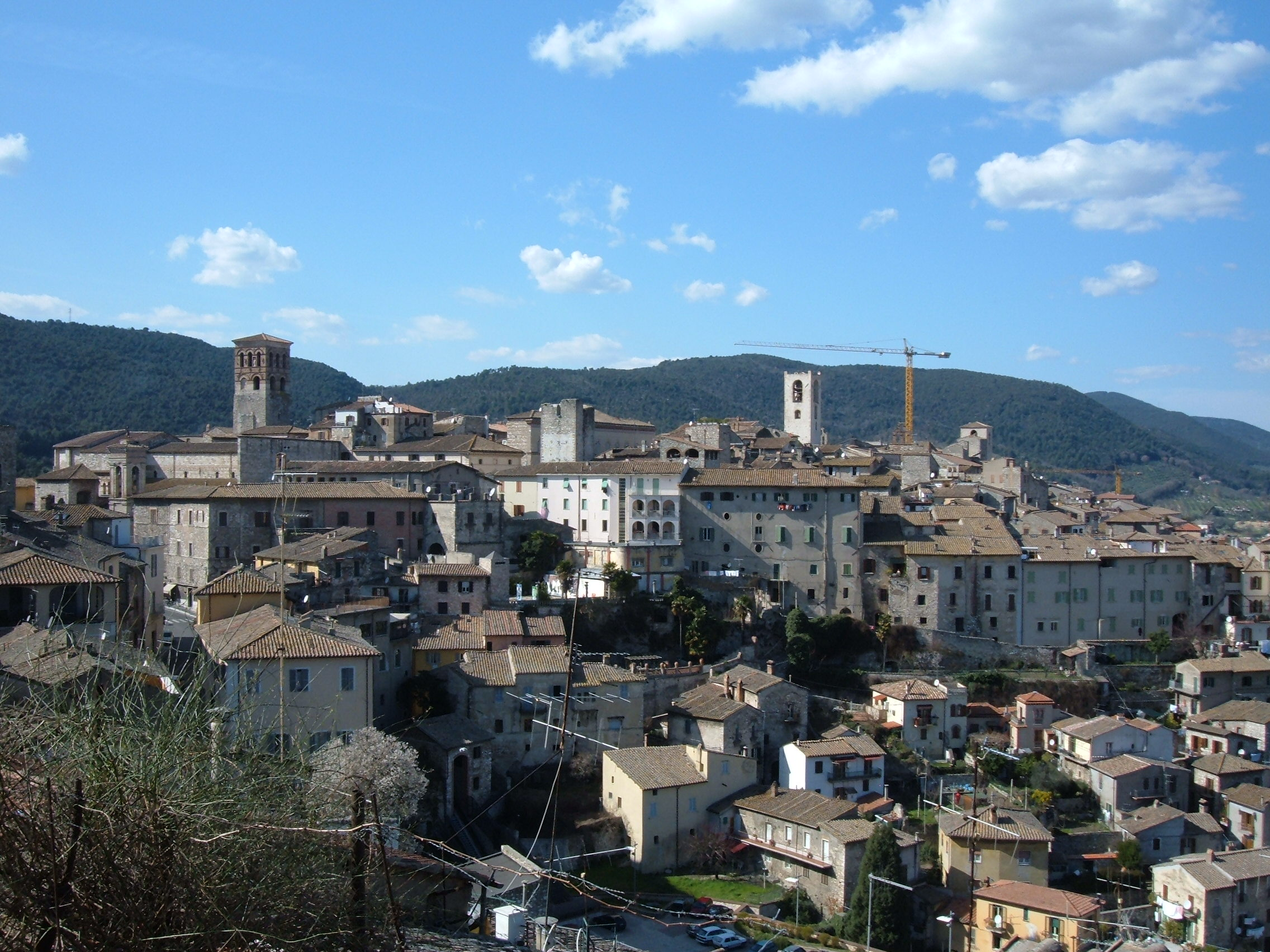
Narni
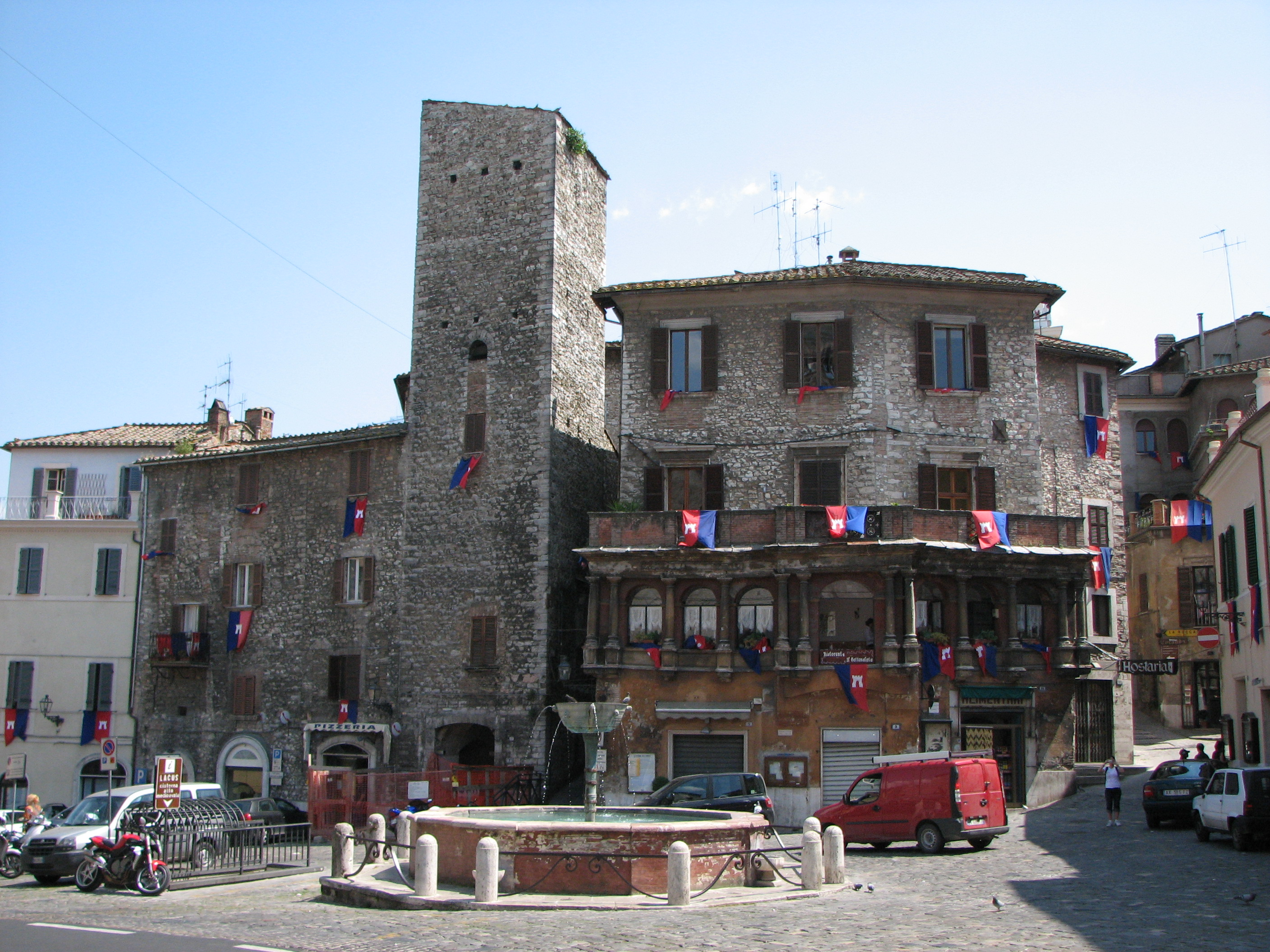
Centrum
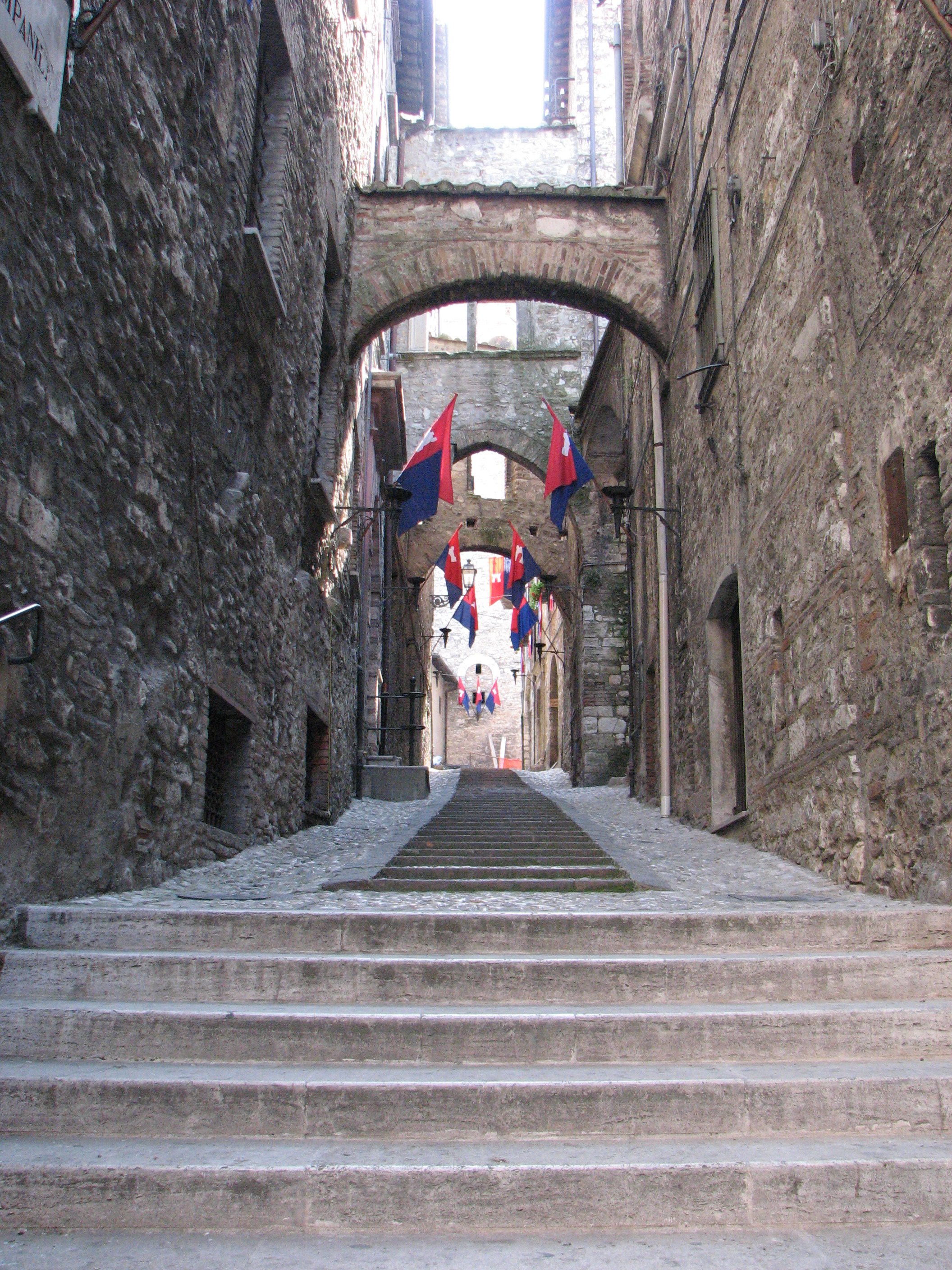
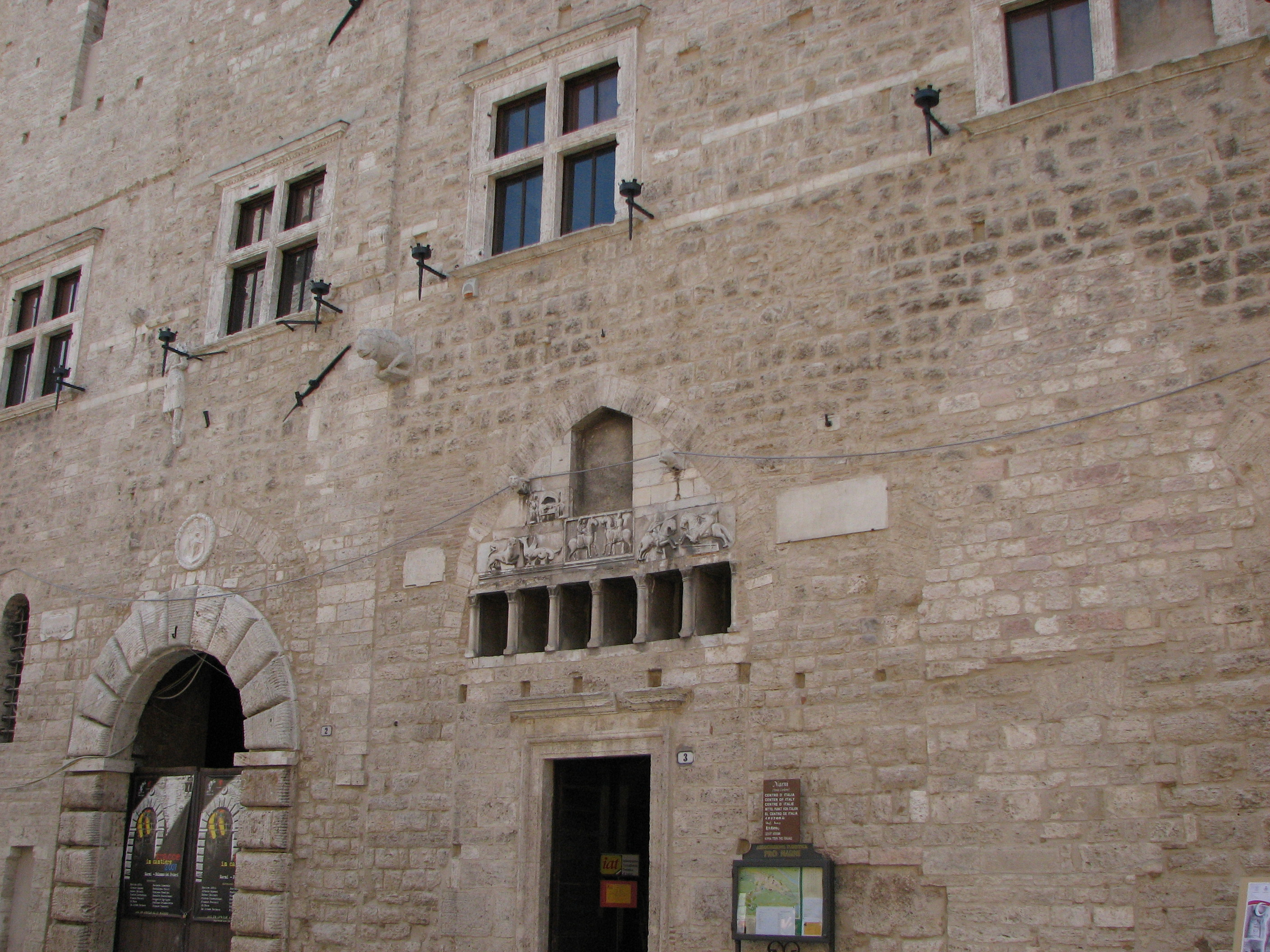
Gemeentehuis
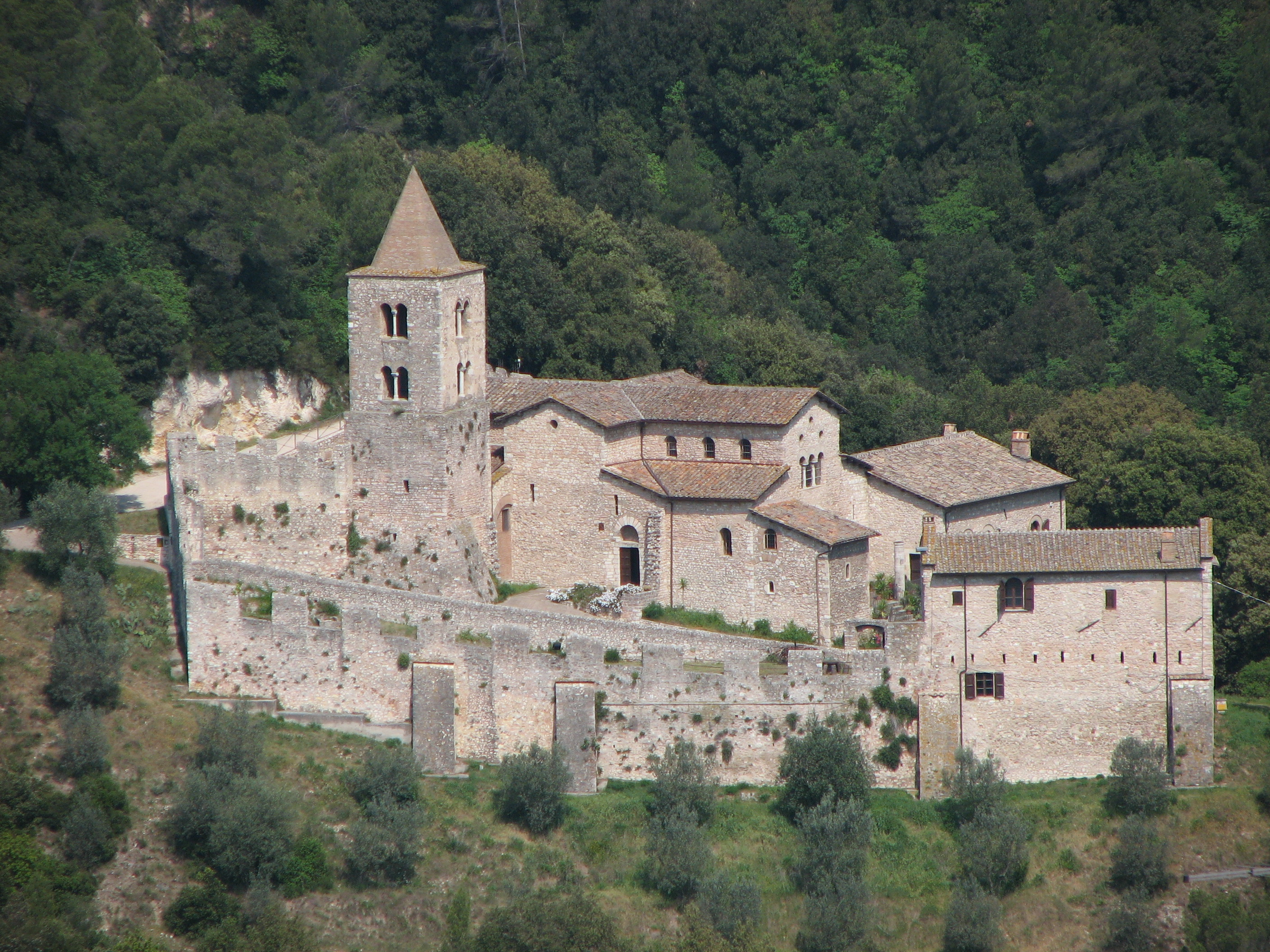
San Cassianoklooster
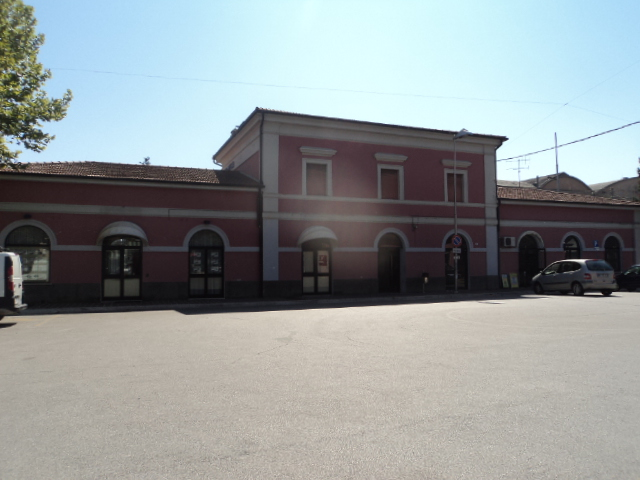
Station van Narni

1. ↑  https://demo.istat.it/?l=it.